# Орлов, Виктор Петрович
Виктор Петрович Орлов (23 марта 1940 или 22 марта 1940, Черного́рск, Красноярский край — 23 августа 2021, Россия) — советский и российский геолог и горный инженер, общественный и политический деятель. Министр природных ресурсов Российской Федерации (1996—1998, 1998—1999). Представитель в Совете Федерации от администрации Камчатского края.

## Биография
Родился 22 марта 1940 года в рабочей семье Девятого посёлка Черногорска.
После окончания школы работал в шахтоуправлении 14/15. Служил на острове Сахалин начиная от ефрейтора и заканчивая газетным корреспондентом. После демобилизации — освобождённый секретарь шахты № 9 г. Черногорска.
В 1968 году окончил Томский государственный университет им. Куйбышева по специальности «геолог». Большие показатели были во время обучения и на комсомольской работе. Его избрали сначала заместителем секретаря, а впоследствии и секретарём местной университетской ячейки ВЛКСМ. Дипломная работа выпускника В. Орлова получила серебряную медаль ВДНХ СССР. Работал в геологических экспедициях В Иране.
1968—1969 — геолог Западно-Сибирской геологической экспедиции.
1969—1975 — геолог, главный геолог, начальник Шерегешевской геологоразведочной партии.
1978—1979 — главный геолог поисково-съемочной партии Шалынской экспедиции Западно-Сибирского геологического управления.
1979—1981 — старший геолог, заместитель начальника геологического отдела производственного геологического объединения «Центргеология».
1981—1984 — заместитель начальника геологического управления министерства геологии РСФСР.
В 1984—1986 годах учился на очном отделении Академии народного хозяйства при Совете Министров СССР. После завершения учёбы получает специальность «экономика и управление народным хозяйством» и диплом с отличием. Кандидат геолого-минералогических наук, доктор экономических наук. Член-корреспондент Академии естественных наук РФ.
1986—1990 — генеральный директор производственного геологического объединения «Центргеология».
август 1990 — ноябрь 1990 — заместитель министра геологии СССР.
1990—1991 — первый заместитель председателя Государственного комитета РСФСР по геологии и использованию топливно-энергетических и минерально-сырьевых ресурсов.
С 1991 года — профессор МГРУ, почётный доктор и член учёного совета Томского государственного университета.
1992—1993 — председатель Комитета по геологии и использованию недр при Правительстве РФ.
1993—1996 — председатель Комитета РФ по геологии и использованию недр.
22 августа 1996 — 30 апреля 1998 года, 6 октября 1998 — 19 августа 1999 года — министр природных ресурсов РФ.
С 24 января 2001 года — Представитель в Совете Федерации от исполнительного органа государственной власти (администрации) Корякского автономного округа (с 1 июля 2007 года Камчатского края), первый заместитель председателя Комитета Совета Федерации по природным ресурсам и охране окружающей среды. Член Комиссии Совета Федерации по естественным монополиям.
В 2004—2012 —председатель Комитета Совета Федерации по природным ресурсам и охране окружающей среды. Член коллегий Министерства природных ресурсов и экологии РФ и Федерального агентства по недропользованию.
Скончался 23 августа 2021 года[где?]. Похоронен на Троекуровском кладбище.

## Награды и звания
- 2001 — Орден «За заслуги перед Отечеством» IV степени[8]
- 1996 — Юбилейная медаль «300 лет Российскому флоту»
- 1997 — Медаль «В память 850-летия Москвы»
- 2005 — Медаль «В память 1000-летия Казани»
- 1990 — Заслуженный геолог РСФСР
- 1998 — Благодарность Президента Российской Федерации
- 2003 — Благодарность Президента Российской Федерации — за активное участие в законотворческой деятельности
- 2007 — Благодарность Председателя Совета Федерации Федерального Собрания Российской Федерации
- 2001 — Государственная премия Российской Федерации в области науки и техники — за монографию «Железорудная база России»[9]
- 1989 — Почётная грамота Правительства РСФСР
- 1988 — Нагрудный знак «Отличник разведки недр»
- 1989 — Нагрудный знак «Почётный разведчик недр»
- 1998 — Памятная медаль «Геологическая служба России»
- 1999 — Нагрудный знак «Шахтерская слава» III степени
- 2010 — Нагрудный знак «Ветеран геологической службы» с присвоением звания «Почётный ветеран-геологоразведчик России»[10]
- 2011 — Благодарность Президента Российской Федерации[11]

## Членство в организациях
- КПСС
- Академия горных наук, член президиума с 1995
- Российского геологического общества, президент с 1998.
- Союз горнопромышленников России, вице-президент c 2004
- Общественный Совет при Министерстве природных ресурсов и экологии РФ, председатель с 2019.

## Семья
Женат. Имел трёх дочерей.